# Australsk fløjtefugl
Australsk fløjtefugl (Gymnorhina tibicen) er en stor spurvefugl. Den når typisk en længde på 37-43 cm og kan opnå et imponerende vingefang på op til 85 centimeter. Den australske fløjtefugl stammer oprindelig, som navnet antyder, fra Australien og New Guinea og blev først taksonomisk beskrevet i 1802 af den engelske ornitolog John Latham.
På engelsk kaldes fuglen Australian Magpie, efter dens lighed med den europæiske husskade, som den dog ikke er beslægtet med.
Karakteristisk for den australske fløjtefugl er dens lange ben. Den går eller løber rundt på jorden i stedet for at hoppe som andre fugle, og bruger desuden en stor del af sin tid med at jage insekter på jorden. Fuglen er opportunist, men holder sig primært til hvirvelløse dyr.
Den australske fløjtefugl er ofte beskrevet som én af de mest veludviklede og elskede sangfugle grundet sine komplekse og imponerende vokaliseringer.

## Swooping
Den australske fløjtefugl er i Australien kendt for sin aggressive adfærd i parings- og redesæsonen i form af styrtdykkende angreb, også kaldet 'swooping', på forbipasserende cyklister eller fodgængere. Angrebene skyldes aggressive og beskyttende hanner, som beskytter sit territorie samt æg eller nyudklækkede unger. Fuglene danner par for livet og lever i samme territorie i årevis, hvorfor lokale beboere ofte oplever at blive 'swooped' af de samme fugle i de samme områder i parringssæsonen.